# Kolonia Dworska (Trębanów)
Kolonia Dworska – część wsi Trębanów w Polsce, położona w województwie świętokrzyskim w powiecie ostrowieckim w gminie Ćmielów.
W latach 1975–1998 Kolonia Dworska administracyjnie należała do województwa kieleckiego.